# Edelfingen
Edelfingen ist ein Stadtteil von Bad Mergentheim und liegt im Nordosten Baden-Württembergs an der Tauber. Am 1. Januar 1975 wurde Edelfingen im Rahmen der Gemeindereform nach Bad Mergentheim eingemeindet.

## Geographie

### Geographische Lage
Edelfingen liegt drei Kilometer nordwestlich von Bad Mergentheim westlich der Tauber. Die Wohngebiete befinden sich teilweise an den nördlichen und südlichen Hängen des Taubertals. Nachbarorte Edelfingens sind, im Uhrzeigersinn, Löffelstelzen, Bad Mergentheim, Dainbach, Unterbalbach und Oberbalbach.
Windrose zur Orientierung über seine Lage:
| Sachsenflur | Unterbalbach                                | Löffelstelzen, Oberbalbach |
| Unterschüpf | Kompassrose, die auf Nachbargemeinden zeigt |                            |
|             |                                             | Bad Mergentheim            |

### Schutzgebiete
Das mit Rechtsverordnung vom 30. August 1994 ausgewiesene Wasserschutzgebiet Edelfingen mit der WSG-Nr. 128125 umfasst eine geschützte Fläche von 230,72 Hektar.

## Geschichte
Urkundlich wurde Edelfingen erstmals in einer Würzburger Urkunde von 1207 als „Utelfi(n)gen“ erwähnt. Archäologische Funde weisen aber auf eine frühere Besiedelung hin.
Im Alten Reich war Edelfingen ein Kondominium des Deutschen Ordens und der Herren von Hatzfeld und von Adelsheim. 1794 fiel der Anteil der Herren von Hatzfeld an das Hochstift Würzburg und 1803 mit der Säkularisation an den Fürsten zu Hohenlohe-Bartenstein-Jagstberg.
1806 fiel ein Achtel des Ortes an das Großherzogtum Baden, zwei Achtel des Dorfes gingen ebenfalls im Jahre 1806 von den Fürsten zu Hohenlohe an das Königreich Württemberg. Die restlichen fünf Achtel im ehemaligen Besitz des Deutschen Ordens kamen 1809 an Württemberg. Erst mit dem Staatsvertrag von 1846 endete das Kondominium mit Baden und Edelfingen wurde komplett württembergisch. Der Ort gehörte zum Oberamt Mergentheim. 1938 kam Edelfingen im Zuge einer Verwaltungsreform in der NS-Zeit zum Landkreis Mergentheim und 1973 durch die Kreisreform in Baden-Württemberg zum Main-Tauber-Kreis.
Am 1. Januar 1975 wurde Edelfingen in die Stadt Bad Mergentheim eingegliedert.

## Religionen

### Christentum
In Edelfingen gibt es sowohl eine evangelische als auch eine katholische Gemeinde. Seit den Jahren 1563/1564 war der Ort Edelfingen evangelisch geprägt. Über Jahrhunderte hinweg bildeten die Katholiken im Dorf eine kleine Minderheit. Die noch stets bestehende Verteilung ist an der Größe der heutigen Kirchen erkennbar.
Die evangelische Kirchengemeinde Edelfingen gehört zum Kirchenbezirk Weikersheim. Schon 1222 ist in Edelfingen ein Dekan bezeugt. Der Kirchensatz gehörte Hohenlohe, welche die Reformation zusammen mit den Herren von Rosenberg einführten. Infolge des Einsturzes des Turmes der alten Kirche wurde 1872 die heutige Kirche anstelle ihres Vorgängerbaus erbaut.
Die römisch-katholische Kapelle Maria Immaculata wurde in den 1850er Jahren errichtet und ist der unbefleckten Empfängnis Mariens geweiht. Sie gehört als sogenannte Filialkirche der Katholischen Kirchengemeinde St. Johannes in Bad Mergentheim zur Seelsorgeeinheit 1a – L.A.M.M., die dem Dekanat Mergentheim der Diözese Rottenburg-Stuttgart zugeordnet ist.

### Jüdische Gemeinde Edelfingen
Juden gab es in Edelfingen seit dem Mittelalter. Bis 1938 besaß Edelfingen eine signifikante jüdische Gemeinde.

## Politik
Das Wappen Edelfingens zeigt einen in Rot bewurzelten, silbernen Apfelbaum. Der Ort unterhält seit dem 28. Mai 1967 eine Partnerschaft mit Sainte-Marie-du-Mont (Normandie, Frankreich). Edelfingen liegt als zu Bad Mergentheim gehörig im Bundestagswahlkreis 276 Odenwald-Tauber.

## Kultur und Sehenswürdigkeiten

### Kulturdenkmale

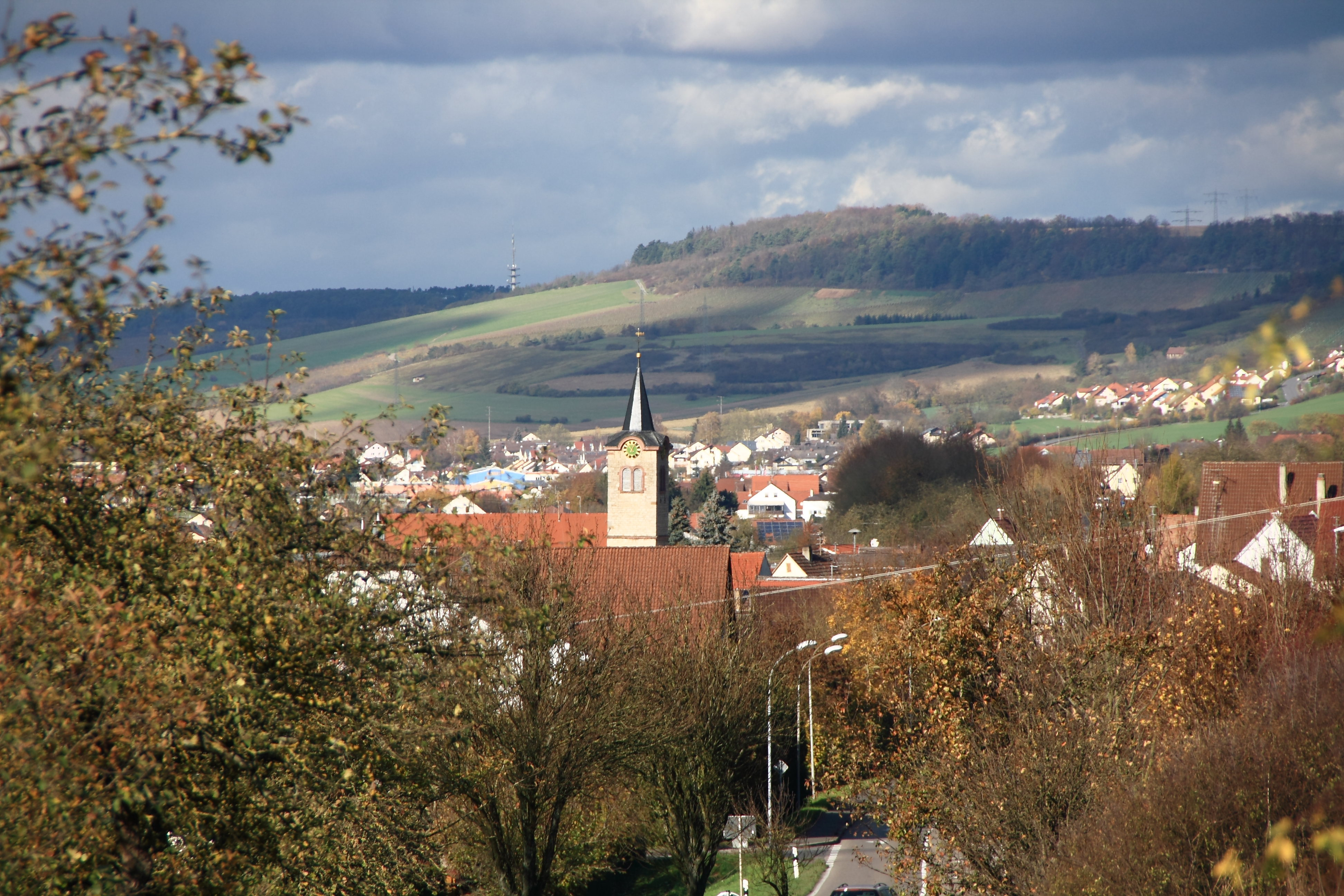
Evangelische Kirche im Herbst 2013

Im Edelfinger Ortskern befindet sich die evangelische Kirche mit einer Skulpturensäule von Leo Wirth. Daneben weist die Kirche ein Altargitter mit integriertem Taufbecken auf. Die evangelische Kirche ist als Radwegekirche ausgewiesen.
Am Ortseingang aus Bad Mergentheim kommend befindet sich die katholische Kapelle.
Auf dem südwestlichen Taubertalhang befindet sich die Theobaldruine.

### Rad- und Wanderwege
Edelfingen liegt am Taubertalradweg. Der Panoramaweg Taubertal führt ebenfalls durch den Ort.

## Verkehr

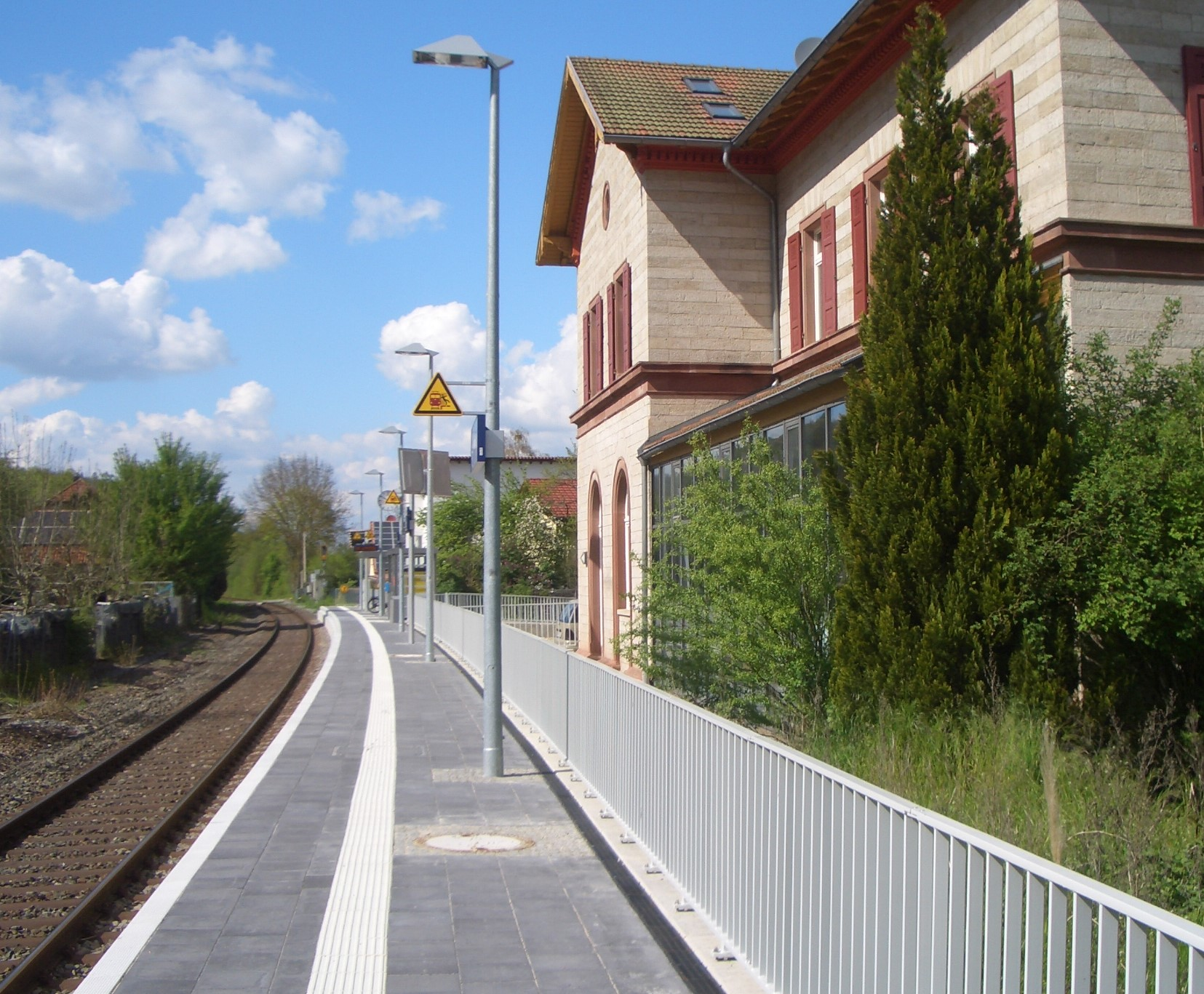
Haltepunkt Bad Mergentheim-Edelfingen

Der Haltepunkt Bad Mergentheim-Edelfingen liegt an der Bahnstrecke Crailsheim–Königshofen.
Die Bundesstraße 290 führt in Nord-Süd-Richtung durch den Ort.